# 王麒诚
王麒诚（1980年11月-），浙江杭州人，2003年毕业于浙江大学工商管理系，是汉鼎股份创始人和汉鼎宇佑集团董事长，为“80后”大学生创业的典型代表之一。

## 简历
他在浙大就读大二时担任学生会外联实践部部长，靠着代理销售光纤收发器赚取了人生的第一桶金100万元。2002年11月，汉鼎信息科技股份有限公司的前身——浙江汉鼎科技发展有限公司成立，建筑智能化、信息系统集成等为主要业务。2006年4月，汉鼎宇佑集团成立，旗下涵盖信息技术、影视传媒、资产管理、房产开发四大产业板块。2012年3月19日，汉鼎信息科技股份有限公司正式登陆深交所，汉鼎股份成为第一家实际控制人为80后的A股上市公司。
他妻子是吴艳，担任汉鼎股份董事长。
根据胡润财富榜2015年2月的数据，王麒诚以78亿元身家居全球富豪排行榜第1498位，他成为为数不多的几位靠白手起家80后富豪之一。

## 丑闻
2016年5月9日，汉鼎宇佑宣布因筹划购买资产重大事项开始停牌，10月19日，在宣布重组并停牌5个月后，汉鼎宇佑发布撤销重组的公告。王麒诚在重组期间以1500万借助好友岳父的账户，内幕交易自家股票，其动机令人费解。而在被调查时，又百般抵抗，甚至试图借去洗手间为名与他人串供，反映出其法律意识之淡薄，也令人吃惊。
2018年7月20日，证监会宣布，考虑到内幕交易违法行为的事实、性质、情节和危害程度，决定对汉鼎宇佑实际控制人王麒诚处以40万元罚款。而且，这是一起“内幕交易窝案”，同时被处罚的还有其老下属王智斌、繆路漫。行政处罚决定书已于2018年7月3日下发。